# Petraeomyrmex minimus
Petraeomyrmex minimus är en myrart som beskrevs av Carpenter 1930. Petraeomyrmex minimus ingår i släktet Petraeomyrmex och familjen myror. Inga underarter finns listade i Catalogue of Life.